# Rommelhausen
Rommelhausen ist der größte Ortsteil der Gemeinde Limeshain im hessischen Wetteraukreis.

## Geografie
Rommelhausen liegt zwischen der inneren und äußeren Wetterau. Im Ort treffen sich die Landesstraßen 3189 und 3347. Östlich führt die Bundesautobahn 45 an Rommelhausen vorbei.

## Geschichte
Im Wald befinden sich Hügelgräber aus der Zeit von 2000 bis 1500 v. Chr.
Die älteste erhaltene Erwähnung des Dorfes datiert auf den 20. März 930 als Ruommothuson und Ruomuothusun. Gedeutet wird dieser Ortsname als zu den Häusern des Ruhmmut.
Im Heiligen Römischen Reich gehörte das Dorf zum Freigericht Kaichen, das im 15. Jahrhundert unter die Herrschaft der Burggrafschaft Friedberg kam. Als Teil des Freigerichts Kaichen fiel Rommelhausen 1806 an Großherzogtum Hessen. Von 1874 bis 1972 gehörte Rommelhausen zum Landkreis Büdingen.
In Rommelhausen galt das Partikularrecht des Freigerichts Kaichen, die Friedberger Polizeiordnung. 1679 wurde sie erneuert und gedruckt. Damit ist sie zum ersten Mal schriftlich fassbar. Sie behandelte überwiegend Verwaltungs-, Polizei- und Ordnungsrecht. Insofern blieb für den weiten Bereich des Zivilrechts das Solmser Landrecht die Hauptrechtsquelle. Das Gemeine Recht galt darüber hinaus, wenn all diese Regelungen für einen Sachverhalt keine Bestimmungen enthielten. Diese Rechtslage blieb auch im 19. Jahrhundert geltendes Recht, nachdem Rommelhausen an das Großherzogtum Hessen übergegangen war. Erst das Bürgerliche Gesetzbuch vom 1. Januar 1900, das einheitlich im ganzen Deutschen Reich galt, setzte dieses alte Partikularrecht außer Kraft.
Hessische Gebietsreform (1970–1977)
Am 31. Dezember 1971 fusionierten im Zuge der Gebietsreform in Hessen die bis dahin selbständigen Gemeinden Hainchen, Himbach und Rommelhausen zur neuen Gemeinde Limeshain.

## Bevölkerung

### Einwohnerstruktur 2011
Nach den Erhebungen des Zensus 2011 lebten am Stichtag dem 9. Mai 2011 in Rommelhausen 2478 Einwohner. Darunter waren 288 (11,6 %) Ausländer.
Nach dem Lebensalter waren 456 Einwohner unter 18 Jahren, 1053 waren zwischen 18 und 49, 534 zwischen 50 und 64 und 438 Einwohner waren älter.
Die Einwohner lebten in 1025 Haushalten. Davon waren 267 Singlehaushalte, 306 Paare ohne Kinder und 357 Paare mit Kindern, sowie 87 Alleinerziehende und 21 Wohngemeinschaften. In 174 Haushalten lebten ausschließlich Senioren/-innen und in 714 Haushaltungen leben keine Senioren/-innen.
Im Jahr 1961 wurden 551 evangelische  (86,56 %) und 85 katholische (13,20 %) Christen gezählt.

### Einwohnerentwicklung
| Rommelhausen: Einwohnerzahlen von 1834 bis 2022 | Rommelhausen: Einwohnerzahlen von 1834 bis 2022 | Rommelhausen: Einwohnerzahlen von 1834 bis 2022 | Rommelhausen: Einwohnerzahlen von 1834 bis 2022 | Rommelhausen: Einwohnerzahlen von 1834 bis 2022 |
| --- | ----------------------------------------------- | ----------------------------------------------- | ----------------------------------------------- | ----------------------------------------------- |
| Jahr |                                                 |                                                 |                                                 | Einwohner                                       |
| 1834 | 1834                                            |                                                 | 187                                             | 187                                             |
| 1840 | 1840                                            |                                                 | 208                                             | 208                                             |
| 1846 | 1846                                            |                                                 | 198                                             | 198                                             |
| 1852 | 1852                                            |                                                 | 247                                             | 247                                             |
| 1858 | 1858                                            |                                                 | 198                                             | 198                                             |
| 1864 | 1864                                            |                                                 | 187                                             | 187                                             |
| 1871 | 1871                                            |                                                 | 176                                             | 176                                             |
| 1875 | 1875                                            |                                                 | 181                                             | 181                                             |
| 1885 | 1885                                            |                                                 | 225                                             | 225                                             |
| 1895 | 1895                                            |                                                 | 254                                             | 254                                             |
| 1905 | 1905                                            |                                                 | 258                                             | 258                                             |
| 1910 | 1910                                            |                                                 | 288                                             | 288                                             |
| 1925 | 1925                                            |                                                 | 371                                             | 371                                             |
| 1939 | 1939                                            |                                                 | 374                                             | 374                                             |
| 1946 | 1946                                            |                                                 | 558                                             | 558                                             |
| 1950 | 1950                                            |                                                 | 579                                             | 579                                             |
| 1956 | 1956                                            |                                                 | 607                                             | 607                                             |
| 1961 | 1961                                            |                                                 | 644                                             | 644                                             |
| 1967 | 1967                                            |                                                 | 992                                             | 992                                             |
| 1970 | 1970                                            |                                                 | 1.137                                           | 1.137                                           |
| 1980 | 1980                                            |                                                 | ?                                               | ?                                               |
| 1990 | 1990                                            |                                                 | ?                                               | ?                                               |
| 2000 | 2000                                            |                                                 | ?                                               | ?                                               |
| 2011 | 2011                                            |                                                 | 2.478                                           | 2.478                                           |
| 2015 | 2015                                            |                                                 | 2.853                                           | 2.853                                           |
| 2019 | 2019                                            |                                                 | 3.056                                           | 3.056                                           |
| 2022 | 2022                                            |                                                 | 2.919                                           | 2.919                                           |
| Datenquelle: Historisches Gemeindeverzeichnis für Hessen: Die Bevölkerung der Gemeinden 1834 bis 1967. Wiesbaden: Hessisches Statistisches Landesamt, 1968. Weitere Quellen: LAGIS; Gemeinde Limeshain; Zensus 2011 |                                                 |                                                 |                                                 |                                                 |

## Sehenswürdigkeiten und Infrastruktur
Der Obergermanisch-Raetischen Limes ist im Wald noch zu sehen.
Im Ort gibt es
- den Kindergarten Sonnenkäferland;
- einen Sportplatz;
- den Barbarossabrunnen, einen Römerbrunnen, aus dem Kaiser Friedrich Barbarossa getrunken haben soll;
- eine evangelische Kirche;
- ein Dorfgemeinschaftshaus;
- sehenswerte Fachwerkhäuser;
- einen Archäologie- und Waldlehrpfad.